# Erik S. Angelo
Erik Stein Angelo (født 17. maj 1906 i København) var en af Danmarks førende fabrikanter af trædesign. Han var søn af Elionore og Aage Rørbye Angelo og var i sine voksne år en mangfoldig entreprenør som både havde et damekonfektions- og designfirma og senere udviklede ESA som handlede internationalt med sine produkter.
Erik S. Angelos træprodukter, bl.a. skåle, saltkar, peberkværne, lamper, knivskafter, cigaretæsker, skærebrætter og meget andet var af høj kvalitet og nød stor anseelse blandt designkendere i 1960'erne og 1970'erne. I dag er ESA-produkter solgt på antiksiter specielt i Norden.